# Statignatha
Statignatha là một chi bướm đêm thuộc phân họ Tortricinae của họ Tortricidae.

## Các loài
- Statignatha novitana Kuznetzov, 1992
- Statignatha primigena (Meyrick, 1912)